# Psidium hotteanum
Psidium hotteanum är en myrtenväxtart som beskrevs av Ignatz Urban och Erik Leonard Ekman. Psidium hotteanum ingår i släktet Psidium och familjen myrtenväxter. Inga underarter finns listade i Catalogue of Life.